# عائلة السوماتوتروبين
عائلة السوماتوتروبين هي عائلة بروتينية والممثل الأسمى لها السوماتوتروبين، وهو هرمون يلعب دورًا مهمًا في التحكم في النمو. وهناك أعضاء أخرى تشمل الكوريوماموتروبين (لاكتوجين)، والذي يشكل التماثل المشيمي لها؛ والبرولاكتين، الذي يحفز إفراز اللبن في الغدة الثديية وبروتينات البرولاكتين المشيمي ذات الصلة؛ والبروليفيرين والبروليفيرين المرتبط بالبروتين؛ والسوماتولاكتين من الأسماك المختلفة. وقد تُنُبَّأ بالتركيب ثلاثي الأبعاد للبوفين سوماتوتروبين باستخدام مزيج من الأساليب البحثية والحد من الطاقة.

## الببتيدات البشرية من هذه العائلة
CSH1؛ CSH2؛ CSHL1؛ GH1؛ GH2؛ PRL؛ hGH-V؛